# Johannes Hermann Gottfried Zur Mühlen
Johannes Hermann Gottfried Zur Mühlen (* 24. August 1762 in Rendsburg; † 21. Januar 1840 in Eckernförde) war ein dänischer Pastor.

## Leben und Wirken
Johannes Hermann Gottfried Zur Mühlen war ein Sohn von Franz Gottfried Zur Mühlen (1718–1778), der als Pastor an der Marienkirche wirkte. Die Vorfahren des Vaters stammten von der westfälischen Uradelsfamilie Von Zurmühlen ab, die seit ungefähr 1400 in Haus Ruhr nachweisbar sind. Familienangehörige, die zum Protestantismus konvertierten, mussten den Verband der Sippe verlassen und legten nahezu sämtlich ihre Adelstitel ab. Die Mutter Johannes Hermann Gottfrieds Zur Mühlen hieß Elsabe, geborene Berends (1724–1796). Ihr Vater Johann Hinrich Berends arbeitete als Ratsdiener und Kaufmann in Flensburg.
Johannes Hermann Gottfried Zur Mühlen war ab 1791 Pastor auf der Hallig Nordmarsch, ab 1799 an der Alten Kirche auf Pellworm und ab 1811 wirkte er als Pastor an St. Nicolai in Eckernförde. Er beschäftigte sich als Autor mit dem Rationalismus und versuchte, die Konflikte zwischen Denken und Glauben zu entschärfen. Er vermittelte in den hart geführten Streitigkeit um die 95 Thesen von Claus Harms und rief dazu auf, duldsam zu bleiben und an den Lehren Jesus Christus festzuhalten. Er beschäftigte sich insbesondere mit Fragestellungen der Schulen und gehörte der „Commission zur Förderung der wechselseitigen Schuleinrichtung“ an. Hierzu verfasste er 1814 den „Leitfaden für die Confirmanden beim Unterricht in der christlichen Religion“.
König Friedrich VI. ernannte Zur Mühlen aufgrund dessen Verdienste für die Verbesserung der Bildung des Volkes zum Ritter des Dannebrogs.
Johannes Hermann Gottfried Zur Mühlen heiratete am 24. Januar 1793 Sara Vollquarts (1772–1836). Das Ehepaar bekam vier Söhne und zwei Töchter.